# Allez-et-Cazeneuve
Allez-et-Cazeneuve (okzitanisch Alés e Casanuèva) ist eine französische Gemeinde mit 609 Einwohnern (Stand 1. Januar 2022) im Département Lot-et-Garonne in der Region Nouvelle-Aquitaine (vor 2016 Aquitaine). Sie gehört zum Arrondissement Villeneuve-sur-Lot und zum Kanton Le Livradais. Die Einwohner werden Alléziens genannt.

## Lage
Die Gemeinde Allez-et-Cazeneuve liegt im Osten der Guyenne, sieben Kilometer westsüdwestlich von Villeneuve-sur-Lot und etwa 19 Kilometer nördlich von Agen. Sie wird umgeben von den Nachbargemeinden Sainte-Livrade-sur-Lot im Westen und Norden, Bias im Nordosten, Sainte-Colombe-de-Villeneuve im Osten und Süden sowie Dolmayrac im Südwesten und Westen. Die Gemeinde besteht aus Allez, Cazeneuve und weiteren Orten. 

## Bevölkerungsentwicklung
| Jahr                       | 1962 | 1968 | 1975 | 1982 | 1990 | 1999 | 2006 | 2015 | 2022 |
| -------------------------- | ---- | ---- | ---- | ---- | ---- | ---- | ---- | ---- | ---- |
| Einwohner                  | 419  | 408  | 406  | 478  | 583  | 579  | 658  | 590  | 609  |
| Quellen: Cassini und INSEE |      |      |      |      |      |      |      |      |      |

## Sehenswürdigkeiten
- Gotische Kirche Notre-Dame in Allez
- Kirche Saint-Pierre in Cazeneuve aus dem 11. Jahrhundert
- Burg Tombebouc aus dem 13. Jahrhundert mit Kapelle aus dem 17. Jahrhundert
- Schloss Touzeau
- Herrenhaus von Suquet aus dem 14. Jahrhundert